# 星のドラゴンクエスト presents 日向坂46 佐々木美玲の「ホイミーぱん」
『星のドラゴンクエスト presents 日向坂46 佐々木美玲の「ホイミーぱん」』（ほしのドラゴンクエストプレゼンツ ひなたざかフォーティーシックスささきみれいのホイミーぱん）は、TOKYO FMで2021年11月5日から2022年3月25日まで放送されていた佐々木美玲の冠ラジオ番組である。

## 概要
『星のドラゴンクエスト presents 日向坂46 小坂菜緒の「小坂なラジオ」』のリニューアル番組。パーソナリティは上記番組のパーソナリティである小坂菜緒の活動休止に伴い代役として出演していた佐々木美玲が務める。
タイトルの「ホイミーぱん」は、星のドラゴンクエストでの回復系の呪文である「ホイミ」と佐々木の愛称である「みーぱん」が由来である。
2022年3月25日をもって終了。

## 放送日時
| 放送期間                      | 放送時間           | 放送局   | 対象地域 | 備考 |
| ----------------------------- | ------------------ | -------- | -------- | ---- |
| 2021年11月5日 - 2022年3月25日 | 金曜 19:30 - 19:55 | TOKYO FM | 東京都   |      |

| 放送期間                      | 放送時間              | 配信元 | 備考     |
| ----------------------------- | --------------------- | ------ | -------- |
| 2021年11月5日 - 2022年3月25日 | 金曜日 21:00 配信開始 | AuDee  | [ 注 1 ] |

## 出演者
パーソナリティ
- 佐々木美玲（日向坂46）

## コーナー
美玲さん、ホイミください！
疲れている現代人にみーぱんの癒しをお届けするコーナー

週間！ 「編集長 美玲」
おしゃれ大好きな架空の雑誌編集長「オシャニスタ美玲」が編集長を務める「雑誌のタイトル」と その雑誌の「コンセプト」を募集するコーナー

佐々木美玲 ベストワン
佐々木美玲に一番聞きたいテーマをリスナーに募集して答えるコーナー。

佐々木美玲 イメージ調査
今のあなたが思う佐々木美玲のイメージをリスナーから募集して読むコーナー。

### マンスリーテーマ
| 月   | マンスリーテーマ   | 備考  |
| ---- | ------------------ | ----- |
| 11月 | 私の節約術         | [ 3 ] |
| 12月 | クリスマスの思い出 | [ 4 ] |

| 月  | マンスリーテーマ   | 備考  |
| --- | ------------------ | ----- |
| 1月 | 取ってよかった資格 | [ 5 ] |
| 2月 | あなたのお仕事！   | [ 6 ] |